# Vladimir Arnoldi
Pour les articles homonymes, voir Arnoldi.
Ne doit pas être confondu avec Vladimir Arnold.
Vladimir Mitrophanovitch Arnoldi (Влади́мир Митрофа́нович Арно́льди ), né le 13 juin 1871 (25 juin dans le calendrier grégorien) à Kozlov et mort le 22 mars 1924 à Moscou, est un botaniste russe spécialiste en morphologie et en algologie. Il fut nommé membre-correspondant de l'Académie des sciences de Russie en 1923. Arnoldi est l'auteur du premier ouvrage d'algologie en russe Présentation à l'étude des organismes inférieurs (1901).

## Biographie
Vladimir Arnoldi poursuit ses études secondaires au Premier lycée classique de Moscou, puis entre au département de sciences naturelles de la faculté de physique et de mathématiques de l'université de Moscou qu'il termine en 1893. Il est nommé conservateur de l'herbarium du jardin botanique de l'université de Moscou, puis assistant à la chaire de botanique de l'institut d'agriculture de Moscou avant de revenir en 1896 à sa fonction précédente, tout en enseignant les sciences naturelles en tant que Privat-Dozent (doctorant) à l'université de Moscou. Il passe sa thèse en 1898 et reçoit une bourse pour l'étranger en 1899. Il travaille alors surtout à Munich auprès du professeur Karl Goebel. Il se rend également à Copenhague auprès du professeur Warming. Il retourne ensuite à Moscou préparer sa thèse et poursuivre son enseignement.
En 1902, il est nommé assistant à la chaire de botanique de l'institut d'agronomie de Novaïa-Alexandria près de Varsovie et un an plus tard, il est nommé professeur de botanique à l'université de Kharkov, tout en dirigeant le jardin botanique de la ville. Il y fonde et dirige l'école d'algologie de Kharkov. Il se passionne pour la reproduction des fougères et des gymnospermes, ainsi que pour la morphologie et la flore des algues.
En 1908, l'académie des sciences de Saint-Pétersbourg lui finance un voyage d'études au jardin botanique de Bogor à l'île de Java. Il en profite pour visiter les îles environnantes d'où il écrit son ouvrage À propos des îles de l'archipel de Malaisie qui est réédité en 1912 et en 1923. En 1917, il dirige une expédition scientifique le long du Donets. De 1919 à 1922, il est professeur à l'université du Kouban (Krasnodar) et de 1922 à 1924, professeur d'hydrobiologie à l'université de Moscou.
Arnoldi était le gendre du professeur Ivan Gorojankine qui fut également son professeur, et le père des entomologistes Constantin Arnoldi et Lev Arnoldi.

## Publications
- (de) Die Entwicklung des weiblichen Vorkeims bei den heterosporen Lycopodiaceen // Bot. Ztg. — 1896. — Т. 44. — p. 159–168.
- (de) Beiträge zur Morphologie der Gymnospermen. I. Die Entwicklung des Endosperms bei Sequoia sempervirens // Bull. Soc. Natur. Moscou. — 1899. — Т. II—III.
- (de) Beiträge zur Morphologie und Entwicklungsgeschichte einiger Gymnospermen. Über die Corpuscula und Pollensschlauche bei Sequoia sempervirens // Bull. Soc. Natur. Moscou. — 1899. — Т. IV.
- (ru) Очерк явлений истории индивидуального развития у некоторых представителей Sequoiaceae // Учён. зап. Моск. ун-та. — 1900. — Т. 15. — p. 90. — thèse de maîtrise
- (de) Beiträge zur Morphologie und Entwicklungsgeschichte einiger Gymnospermen. V. Weitere Untersuchungen der Embryogenie in der Familie der Sequoiaceen // Bull. Soc. Natur. Moscou. — 1900. — Т. IV.
- (de) Über die Ursachen der Knospenlage der Blatter // Flora. — 1901. — В. 4. — Т. 86. — p. 440–478.
- (de) Beiträge zur Morphologie und Entwicklungsgeschichte einiger Gymnospermen. Embryogenie von Cephalotaxus fortunei // Flora. — 1900. — Т. 87.
- (ru) Введение в изучение низших организмов. Морфология и систематика зелёных водорослей и близких к ним организмов пресных вод. — Moscou, 1902. — 216 pages — 2e édition, перераб., Kharkov, 1908, 360 pages.
- (de) Beiträge zur Morphologie und Entwicklungsgeschichte einiger Gymnospermen. Was sind die Keimblaschen Oder Hofmeisterschen Korperchen in der Eizelle der Abietineen // Flora. — 1902. — Т. 87.
- (ru) Материалы к морфологии голосемянных растений. VI. О некоторых особенностях в строении ядер зародыша Gingko biloba // Зап. Ново-Александрийск. с.-х. ин-та. — 1903. — В. 1. — Т. XVI.
- (ru) Морфологические наблюдения над процессом оплодотворения у некоторых голосемянных растений // Тр. о-ва испыт. прир. при Харьковск. ун-те. — 1907. — В. 2. — Т. 40. — p. I—VII + 1—99. — thèse de doctorat
- (de) Beiträge zur Morphologie der Keimung von Salvinia natans // Flora. — 1909. — Т. 100.
- (ru) Некоторые данные о морфологии полового поколения у Salvinia natans // Тр. о-ва испыт. прир. при Харьковск. ун-те. — 1909. — Т. XLIII. — p. 43–59.
- (ru) Некоторые особенности в географическом распределении водорослей // Дневн. XII съезда русск. естествоисп. и врачей в Москве в 1909—1910 гг.. — 1910. — В. 5. — p. 177.
- (de) Algologische Mitteilungen. I. Streblonema longiseta n. sp. // Flora. — (1909) 1910. — Т. XCIX. — p. 465–472.
- (ru) Альгологические наблюдения. I. Streblonema longiseta n. sp. // Тр. о-ва испыт. прир. при Харьковск. ун-те. — 1909—1910. — Т. XLIII. — p. 33–40.
- (ru) Альгологические наблюдения. II. Compsopogon Chalybaeus // Тр. о-ва испытат. прир. при Харьковск. ун-те. — 1909—1910. — Т. XLIII. — pp. 61–70.
- (ru) Предварительный отчёт командированного на остров Яву профессора Харьковского университета В. М. Арнольди. I. Прил. к проток. заседания физ.-мат. отд-ния 6. XI. 1909 // Изв. АН, VI сер. — В. 1. — p. 8–10.
- (ru) По островам Малайского архипелага. Наблюдения натуралиста. — Moscou: in Научное Слово, 1911. — 219 pages
- (ru) Материалы к морфологии морских сифонников. I. Dasycladaceae (Bornetella, Acetabularia) // Тр. Бот. музея АН СССР. — 1911. — Т. VIII. — p. 127–150.
- (de) Zur Embryologie einiger Euphorbiaceen // Тр. Бот. муз. АН. — 1912. — Т. IX. — p. 136–154.
- (de) Algologische Studien. Zur Morphologie einiger Dasycladaceen (Bornetella, Acetabularia) // Flora, Neue Folge. — Т. IV. — p. 85–101.
- (de) Materialen zur Morphologic der Meeressiphoneen. II. Bau der Thalloms von Dictyosphaeria // Flora, Neue Folge. — 1913. — В. 2. — Т. V. — p. 144–161.
- (ru) Материалы к флоре водорослей России. I. Водоросли р. Воронежа и его бассейна в пределах Тамбовской губ. II. Водоросли р. Сози и Петровских озер Тверской губ. III. Озера Лапландии // Тр. о-ва испыт. прир. при Харьковск. ун-те. — 1914. — В. 2. — Т. XLV1I. — p. 1–18; 76—94. — en collbaoration avec M.A. Alexenko
- (ru) Водоросли Арктического моря // Природа. — 1915. — p. 1111–1136.
- (ru) Новый организм из рода вольвоксовых Pyrobotris incurva // Юбил. сб. в честь 70-летия проф. К. А. Тимирязева : Moscou, 1916. — p. 51–58.
- (ru) Северо-Донецкая биологическая станция Общества испытателей природы при Харьковском университете // Тр. о-ва испыт. прир. при Харьковском ун-те. — 1918. — t. XLIX.
- (ru) Водоросли (очерки). Путеводитель по окрестностям Харькова. — Харьков, 1918.
- (ru) Очерк водорослей степных рек // Журн. Русск. бот. о-ва. — 1922. — Т. VII. — p. 61–72.
- (ru) Кубанский Витязевский лиман. Альгологическая экскурсия // Журн. Русск. бот. о-ва. — 1922. — Т. VII. — p. 47–50.
- (ru) Две экскурсии на озеро Абрау // Журн. Русск. бот. о-ва. — 1922. — Т. VII. — p. 51–61.
- (ru) О фитопланктоне Азовского моря // Рыбн. х-во. — 1923. — Т. III. — p. 174–175.
- (ru) По островам Малайского архипелага. — 2-е изд. — Moscou, 1923.
- (ru) Водоросли Суджукской лагуны (у Новороссийска) // Изв. Российск. гидролог. ин-та. — 1924. — Т. 10. — p. 45–58.
- (ru) Введение в изучение низших организмов. — Посмертн. изд., перераб. и доп. — Moscou, 1925. — 355 pages.
- (ru) Очерк водорослей приазовских лиманов // Тр. Кубано-Черноморск. н.-иссл. ин-та. Работы Новороссийск. биостанции им. В. М. Арнольди. — 1928. — В. 57. — p. 5–15.
- (ru) Материалы к флоре водорослей Кубанской области. Первые сведения о флоре водорослей степных рек // Сб. им. С. Г. Навашина. — Moscou: 1928. — p. 105–117.